# Statek kosmiczny

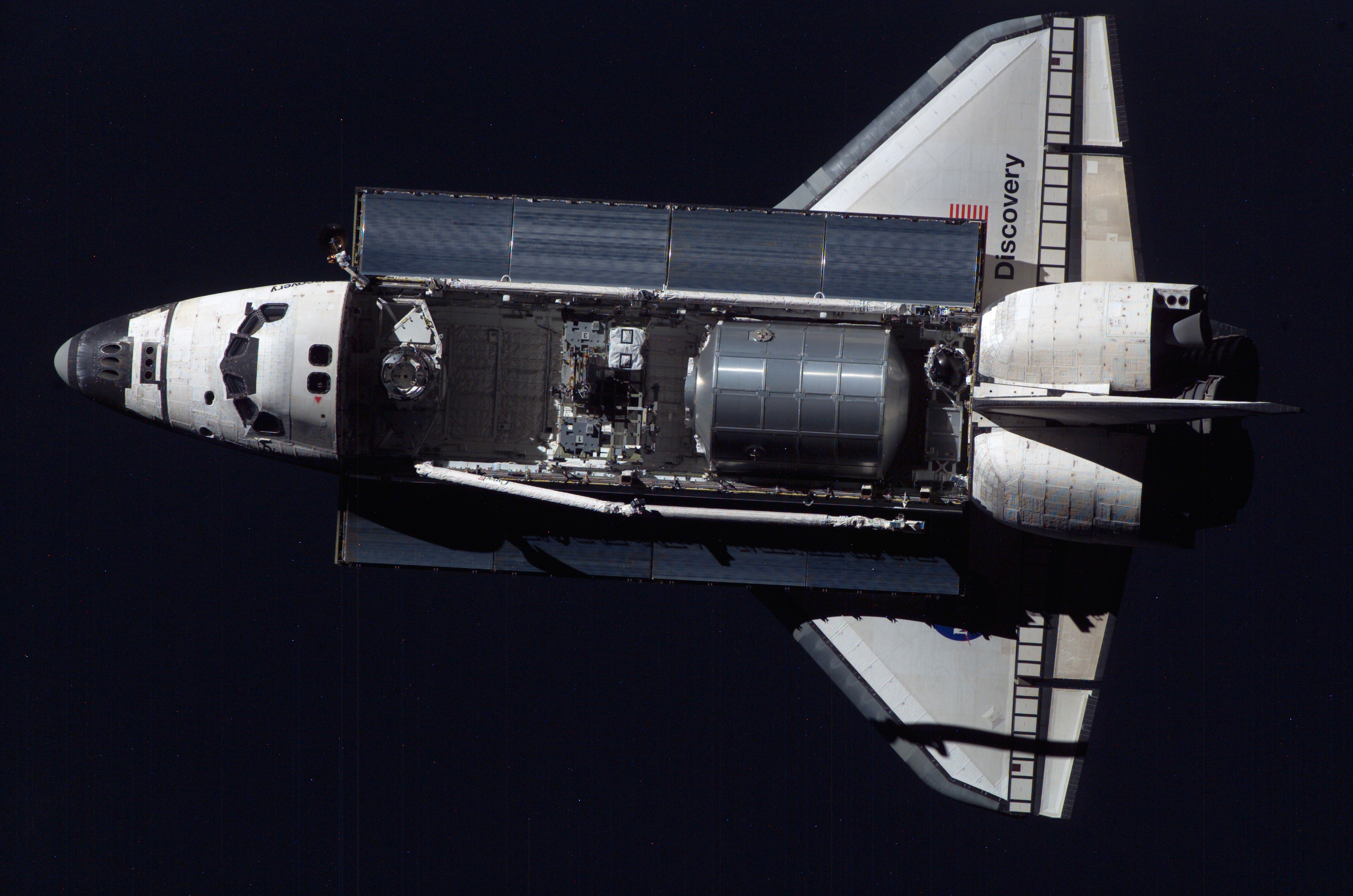
Wahadłowiec kosmiczny Discovery z otwartym przedziałem ładunkowym z modułem Leonardo

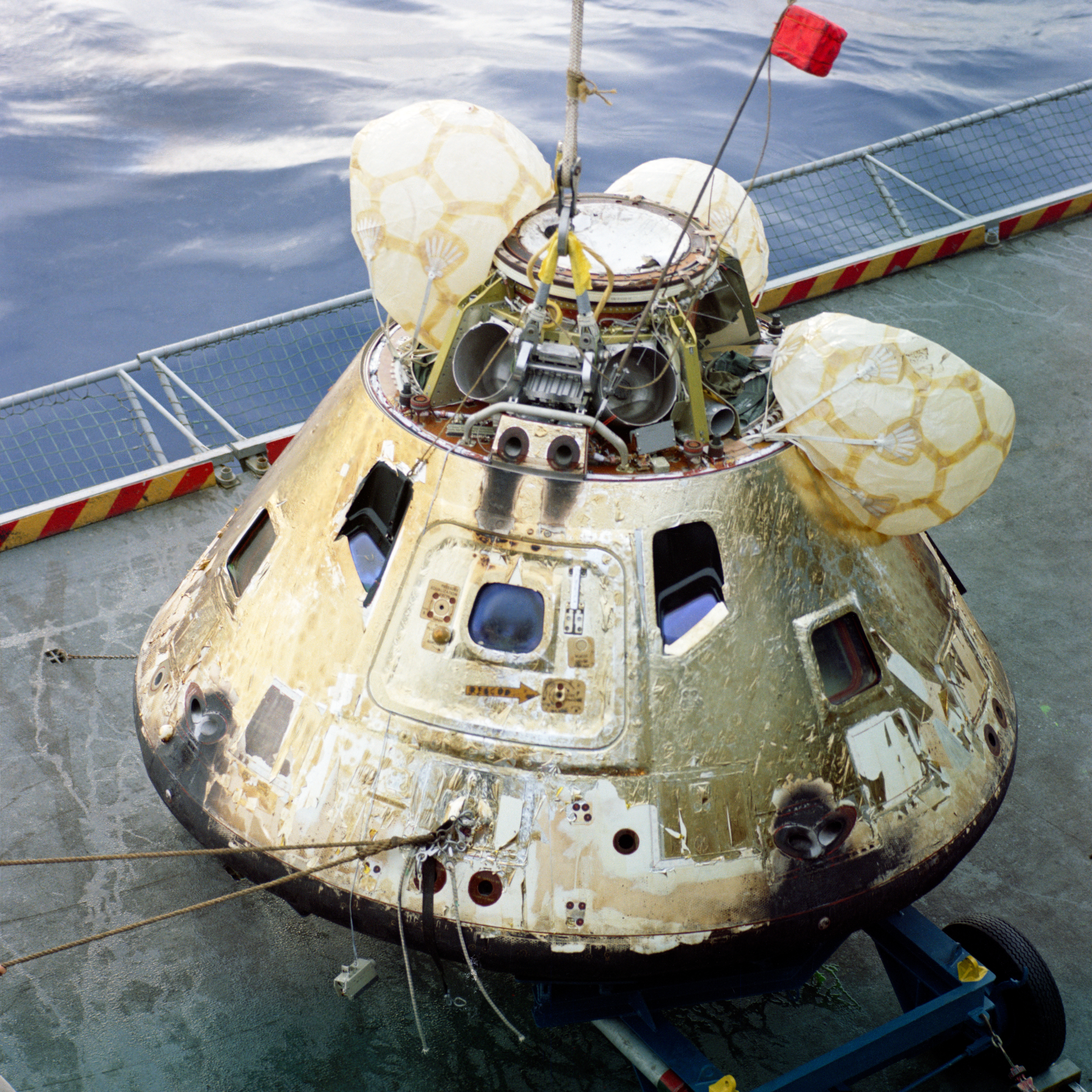
Kapsuła statku kosmicznego Apollo 8, 27 grudnia 1968

Statek kosmiczny – statek latający z możliwością poruszania się poza atmosferą Ziemi. Pojazd ten musi być wyniesiony i rozpędzony do odpowiedniej prędkości przez silniki napędowe. Współczesne statki kosmiczne wynoszone są w górę dzięki napędowi rakietowemu, który wytwarza siłę odrzutu. Wyróżnia się kilka rodzajów statków kosmicznych:
- rakieta
- kapsuła
- wahadłowiec
- samolot kosmiczny
- sonda kosmiczna
- sztuczny satelita.

Pierwszym statkiem kosmicznym był niemiecki pocisk rakietowy V2, który wykonał lot suborbitalny 20 czerwca 1944 roku. Pierwszym załogowym statkiem kosmicznym był radziecki Wostok 1 - 12 kwietnia 1961 roku Jurij Gagarin odbył pierwszy załogowy lot orbitalny. 5 maja 1961 roku Alan Shepard – pierwszy Amerykanin w kosmosie wykonał lot suborbitalny w statku Mercury. Dopiero 20 lutego 1962 roku John Glenn – jako pierwszy Amerykanin osiągnął orbitę okołoziemską.

## Atmosfera w statkach kosmicznych
Aby mogło dojść do lotów załogowych statki kosmiczne wyposażone są w instalację wytwarzającą sztuczną atmosferę. Musi ona zapewnić załodze swobodne oddychanie bez konieczności noszenia masek tlenowych. Urządzenia takie powinny utrzymywać w kabinie właściwe powietrze, dbać o wilgotność tego powietrza. Muszą dysponować urządzeniami zdolnymi do uwalniania z atmosfery zużytego i wydychanego przez załogę dwutlenku węgla jak również innych zanieczyszczeń np. wyziewów przegrzewającej się aparatury, swądu spalenizny (o ile by była) itp. 
Na atmosferę ziemską składają się m.in. azot (78,084%), tlen (20,946%), argon (0,934%), dwutlenek węgla (0,0385%) oraz kilka gazów szlachetnych. Odtwarzając atmosferę zakłada się, że w kabinie do oddychania potrzebny będzie w głównej mierze tlen z niewielką ewentualną domieszką helu w proporcji bardziej rozrzedzonej. Ciśnienie atmosferyczne w kabinie może być mniejsze (1/3 do 1/5) od panującego na Ziemi.